# Melanodryas cucullata
La petroica encapuchada (Melanodryas cucullata) es una especie de ave paseriforme de la familia Petroicidae endémica de Australia.

## Subespecies
- Melanodryas cucullata cucullata
- Melanodryas cucullata melvillensis
- Melanodryas cucullata picata
- Melanodryas cucullata westralensis